# Wilmot (Arkansas)
Wilmot es una ciudad situada en el condado de Ashley, Arkansas, Estados Unidos. Tiene una población estimada, a mediados de 2022, de 400 habitantes.

## Geografía
La localidad está ubicada en las coordenadas 33°03′25″N 91°34′40″O / 33.05694, -91.57778 (33.056963, -91.577858). Según la Oficina del Censo de los Estados Unidos, tiene una superficie total de 4.59 km², de los cuales 4.58 km² corresponden a tierra firme y 0.01 km² están cubiertos de agua.

## Demografía

### Censo de 2020
Según el censo de 2020, en ese momento había 416 personas residiendo en la localidad. La densidad de población era de 90.83 hab./km².
| Raza                   | Núm. | Porc.  |
| ---------------------- | ---- | ------ |
| Afroamericanos         | 322  | 77.4%  |
| Blancos                | 74   | 17.8%  |
| De otras razas         | 9    | 2.2%   |
| De una mezcla de razas | 11   | 2.6%   |
| Total                  | 416  | 100.0% |

Del total de la población, el 4.1% eran hispanos o latinos de cualquier raza.